# Aéroport national El Tajín
L'aéroport national El Tajín (code IATA : PAZ • code OACI : MMPA • code DGAC M. : PAZ), connu également comme aéroport de Poza Rica, est un aéroport international situé à Tihuatlán, dans l'État de Veracruz, au Mexique, près de Poza Rica. L'aéroport est nommé d'après le site archéologique d'El Tajín. Il gère le trafic aérien commercial pour les villes de Poza Rica et Túxpam. Aeropuertos y Servicios Auxiliares, une société appartenant au gouvernement fédéral, exploite l'aéroport. 

## Statistiques
En 2017, l'aéroport a accueilli 27 365 passagers et en 2018, 25 890 passagers. 

## Compagnies aériennes et destinations
| Compagnies | Destinations     |
| ---------- | ---------------- |
| Aeromar    | Mexico-B. Juárez |

## Voir également
- Liste des aéroports les plus fréquentés au Mexique